# Stoumont
Stoumont ist eine französischsprachige Gemeinde in der belgischen Provinz Lüttich. Sie besteht aus den Ortschaften Stoumont, Chevron, La Gleize, Lorcé und Rahier.

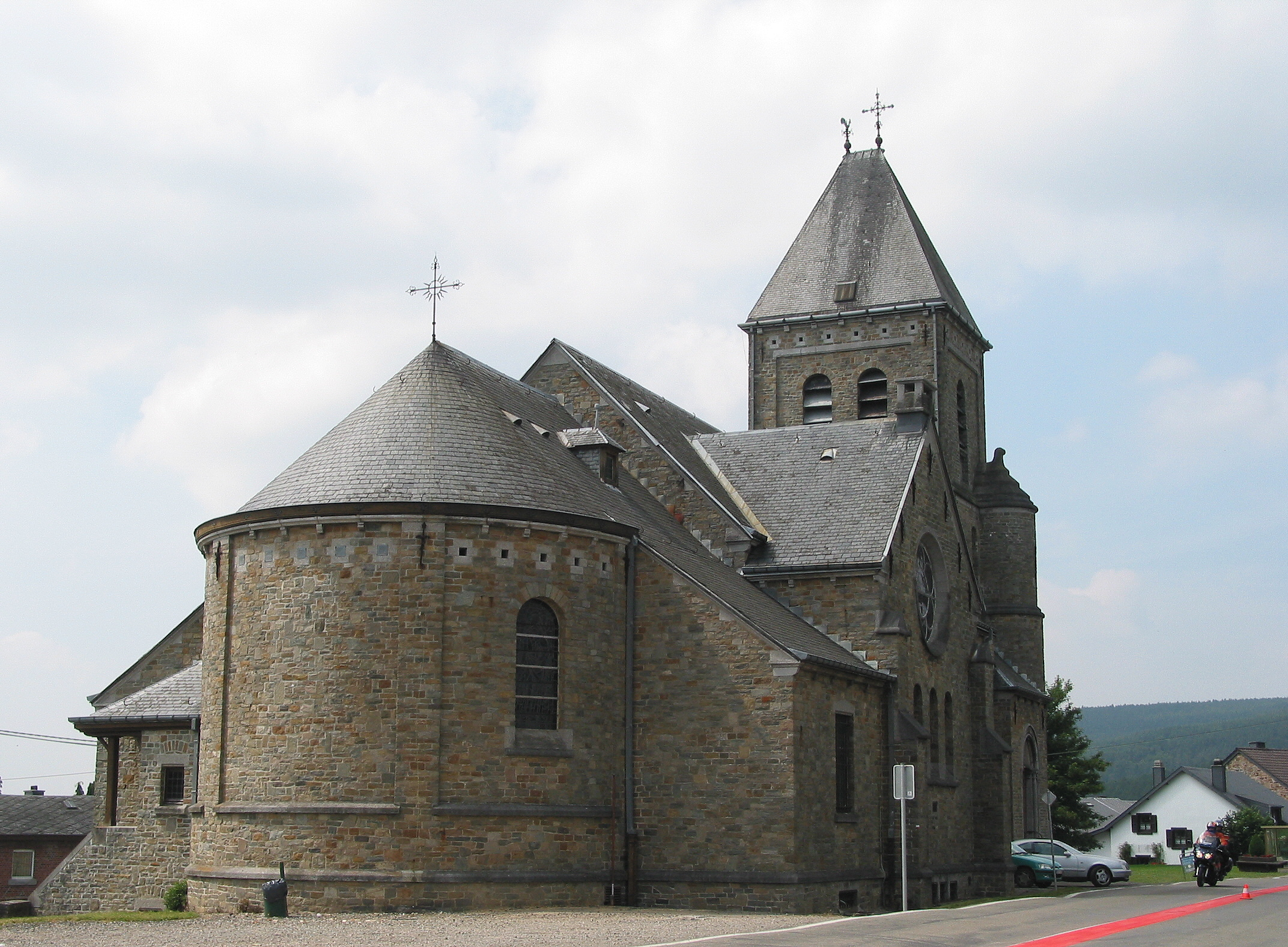
Kirche Saint-Hubert
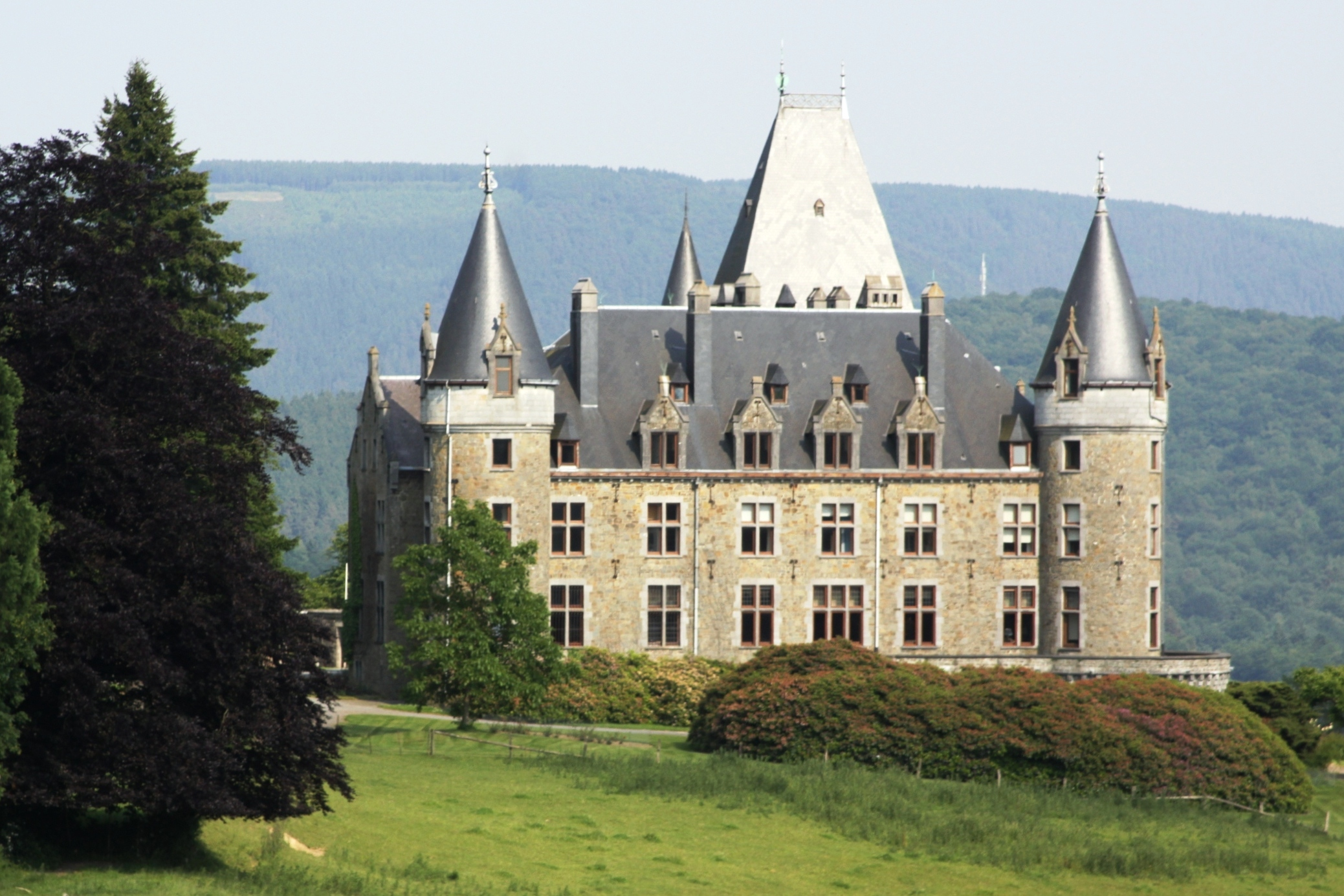
Schloss Froidcourt, wiederaufgebaut 1912–19

## Persönlichkeiten
- Ferdinand Karl Gobert von Aspremont-Lynden (1689–1772), Offizier